# Mount Sinai, New York
Mount Sinai är en ort i Suffolk County i delstaten New York, USA.